# Четырла
Четырла́ (чув. Чӑтӑрла) — село в Шенталинском районе Самарской области. Административный центр сельского поселения Четырла.

## География
Находится на расстоянии примерно 17 километров по прямой на северо-восток от районного центра станции Шентала.

## Название
Топоним происходит от чувашского слова «Чӑтăрла» — разбивать палатку, шатёр.

## История
Основано в 1742 году служилыми чувашами. В 1758 году бывшие служилые чуваши из деревни Белый Ключ, «вследствие ссор с русскими пришлыми людьми», продали новокрещёной служилой мордве из своей же деревни и переселились на новые земли в Бугульминском уезде Самарской губернии, где и основали новую деревню Четырла.
В 1859 году учтено 88 дворов и 590 жителей.
В 1912 году построена церковь.

## Население
Постоянное население составляло 716 человек (чуваши 95 %) в 2002 году, 666 в 2010 году.